# Alberto Errera (fotografo)
Alberto Israel Errera (Larissa, 15 gennaio 1913 – Campo di sterminio di Birkenau, agosto 1944) è stato un militare greco, di origine ebraica, membro della Resistenza antinazista. È stato membro del Sonderkommando nel campo di concentramento di Auschwitz-Birkenau dal maggio all'agosto del 1944. Errera ha preso attivamente parte alla preparazione della rivolta del Sonderkommando del 1944, ed è accreditato come il probabile autore delle cosiddette "foto del Sonderkommando".

## Biografia

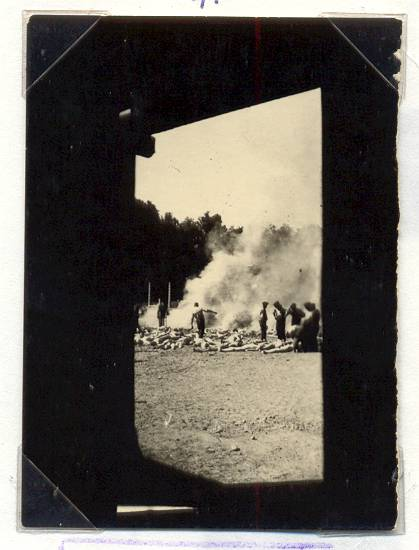
Sonderkommando a Auschwitz-Birkenau, agosto 1944 (foto clandestina)

Prima della guerra, Alberto Errera era un soldato dell'Esercito Ellenico, promosso successivamente a ufficiale raggiungendo il rango di capitano; si è unito ai partigiani durante l'occupazione tedesca della Grecia. Ha preso il nome cristiano Alex (Alekos) Michaelides. Nella notte del 24 marzo 1944, è stato arrestato dai tedeschi a Larissa, insieme a un gruppo di 225 ebrei, imprigionato poi nel campo di Haidari. È stato deportato da Atene il 2 aprile, arrivando ad Auschwitz l'11 aprile, facendo parte a quel punto di un gruppo di 320 greci (numeri dal 182440 a 182759) selezionati per i lavori forzati. Il suo numero era il 182552.
Gli furono assegnate le mansioni di Heizer (un membro del Sonderkommando incaricato alla fornace) nel crematorio V di Birkenau. Alcuni compagni di prigionia, come Alter Fajnzylberg e Leon Cohen, lo descrivono di corporatura atletica e di grande forza fisica. Proprio secondo la testimonianza di Alter Fajnzylberg, Errera sarebbe l'autore delle famose "foto del Sonderkommando", aiutato da Dawid Szmulewski, un membro della Resistenza Polacca, e altri tre membri del Sonderkommando (Szlama Dragon, suo fratello e lo stesso Fajnzylberg) che sorvegliava la scena. Dopo avere scattato le fotografie, Errera seppellì l'apparecchio fotografico nel terreno all'interno del campo, per il successivo recupero.
Il 9 agosto del 1944, durante il trasporto dal crematorio delle ceneri che doveva essere disperse nel fiume Vistola, Errera provò a convincere i suoi tre compagni di prigionia (Hugo Baruch, Venezia e Henri Nechama Capon) a tentare una fuga, ma essi rifiutarono. Una volta sul posto, Errera riuscì a colpire con una pala una SS che li aveva scortati.  Nel frattempo l'autista del camion, uscì dalla vettura con la pistola in mano. A quel punto Errera si tuffò nella Vistola tentando di scappare. Non riuscendo a colpirlo con la pistola di ordinanza, l' autista prese il fucile della guardia rimasta a terra e sparò colpendo Errera alla coscia provocandone la morte per dissanguamento. Il suo cadavere venne esposto su di un tavolo nel cortile del Crematorio II come monito per gli altri prigionieri. 

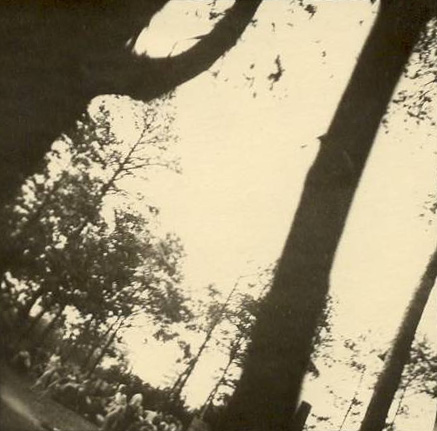
Sonderkommando a Auschwitz-Birkenau, agosto 1944 (foto clandestina)

## Le foto del Sonderkommando
Per molti anni, l'autore delle foto del Sonderkommando non è stato mai precisamente identificato e a lungo considerato anonimo. Le foto furono attribuite arbitrariamente a Dawid Szmulewski, nonostante egli stesso descrivesse l'autore come un greco di nome Alex. Ancora, la storia di queste foto è stata descritta negli scritti di Alter Fajnzylberg, in cui si evoca la figura di un ebreo greco di nome Alex, senza però menzionarne il cognome. Nel maggio del 1978, Fajnzylberg rispose a una lettera proveniente dal Museo di Auschwitz-Birkenau, riguardo alle fotografie:
"Era Alex dalla Grecia, ma non ricordo il suo nome, che scattò le fotografie. Morì nella fuga durante il trasporto delle ceneri dei morti. Queste ceneri erano scaricate nella Sola o nella Vistola. Alex disarmò due SS della scorta e buttò i loro fucili nella Vistola. Morì durante l'inseguimento. Non ricordo dove la macchina fotografica e gli altri documenti furono seppelliti perché fu proprio lui che se ne occupò."
Tuttavia, nel suo diario, scritto immediatamente dopo la guerra, Fajnzylberg racconta la tentata fuga di un ebreo greco di nome Aleko Errera. Questo tentativo di fuga colpì molto gli altri prigionieri e l'episodio fu raccontato da diversi testimoni, fra i quali: Errikos Sevillias, Shlomo Venezia, Leon Cohen, Marcel Nadjary, Miklos Nyiszli, Henryk Mandelbaum, Albert Menasche e Daniel Bennahmias.